# بيل إنغرام
بيل إنغرام (بالإنجليزية: Bill Ingram)‏ هو مدرب رياضي أمريكي، ولد في 14 يونيو 1898 في جيفرسونفيلي في الولايات المتحدة، وتوفي في 2 يونيو 1943 في لوس غاتوس في الولايات المتحدة.